# ジャーニー・トゥ・ラヴ
『ジャーニー・トゥ・ラヴ』（Journey To Love）は、アメリカ合衆国のベーシスト、スタンリー・クラークが1975年に発表した3作目のスタジオ・アルバム。

## 背景
ジェフ・ベックがタイトル曲と「ハロー・ジェフ」の2曲にゲスト参加した。ベックは本作の制作前、自身のライヴでクラークの曲「Power」を演奏したことがあり、その後クラークの自宅を訪れて共演を希望したという。また、後にクラーク/デューク・プロジェクトで共同作業を行うジョージ・デュークと、レコーディング上での初共演を果たしたアルバムでもある。
本作のレコーディングには、当時クラークと共にリターン・トゥ・フォーエヴァーで活動していたチック・コリアとレニー・ホワイトも参加した。コリアと共作した「ジョン・コルトレーンに捧げる歌」は、クラークがアル・ディ・メオラ、ジャン＝リュック・ポンティと連名で発表したアルバム『The Rite Of Strings』（1995年）でも再演されている。

## 反響・評価
アメリカのBillboard 200では34位に達し、クラークのリーダー・アルバムとしては初めて全米トップ40入りを果たした。また、『ビルボード』のR&Bアルバム・チャートでは8位、ジャズ・アルバム・チャートでは3位を記録している。
Daniel Gioffreはオールミュージックにおいて5点満点中4.5点を付け「参加したミュージシャン達の力量を別としても、『ジャーニー・トゥ・ラヴ』は偉大な曲、偉大なグルーヴ、そして驚くしかないようなベース・プレイに満ちている」「間違いなく、1970年代に生まれたフュージョン・アルバムの最高傑作の一つ」と評している。また、『ギター・ワールド』誌公式サイトの編集者ダミアン・ファネリは、2015年に「ジェフ・ベックのスタジオ・ゲスト参加トップ10」を選出した際、本作からの「ハロー・ジェフ」を2位に挙げた。

## 収録曲
特記なき楽曲はスタンリー・クラーク作。2.を除く全曲ともインストゥルメンタル。
1. シリー・パティ - "Silly Putty" - 4:39
2. ジャーニー・トゥ・ラヴ - "Journey To Love" (Stanley Clarke / Lyrics By Stevie Geltman, Jill Steinberg) - 4:54
3. ハロー・ジェフ - "Hello Jeff" - 5:16
4. ジョン・コルトレーンに捧げる歌 (Part 1) - "Song To John, Part 1" (S. Clarke, Chick Corea) - 4:26
5. ジョン・コルトレーンに捧げる歌 (Part 2) - "Song To John, Part 2" (S. Clarke, Chick Corea) - 6:05
6. ジャズとロック・オーケストラのためのコンチェルト - "Concerto For Jazz/Rock Orchestra, Parts 1-4" - 14:09

## 参加ミュージシャン
- スタンリー・クラーク - エレクトリックベース、アコースティック・ベース、ピッコロ・ベース、ハンドベル、チューブラーベル、オルガン、ゴング、ボーカル
- デヴィッド・サンシャス - エレクトリックギター、12弦ギター(#1, #2, #6)
- ジェフ・ベック - エレクトリックギター(#2, #3)
- ジョン・マクラフリン - アコースティック・ギター(#4, #5)
- ジョージ・デューク - ミニ・モーグ、アープ・シンセサイザー、オルガン、クラビネット、ピアノ、エレクトリックピアノ、ベル、ボーカル(#1, #2, #6)
- チック・コリア - ピアノ(#4, #5)
- スティーヴ・ガッド - ドラムス(#1, #2, #6)
- レニー・ホワイト - ドラムス(#3)

ブラス・セクション
Allen Rubin, David Taylor, Earl Chapin, John Clark, Jon Faddis, Lewis M. Soloff, Peter Gordon, Thomas Malone, Wilmer Wise